# Bulia recipiens
Bulia recipiens är en fjärilsart som beskrevs av Walker 1857. Bulia recipiens ingår i släktet Bulia och familjen nattflyn. Inga underarter finns listade i Catalogue of Life.